# Георги Гьондов
 Тази статия е за бизнесмена от Крушево.  За революционера от Воден вижте Георги Геондев.  
Георги Наумов Гьондов е български, фабрикант, сладкар.

## Биография
Гьондов е роден около 1856 година в Крушево, Османската империя, в семейството на кръчмар, който има заведение в Крушево, а по-късно в Солун и в Белград. Около 1866 година Наум Гьондов се заселва в София и отваря кръчма и магазини за захарни изделия. Георги работи при баща си, а по-късно постъпва на работа при двама гърци сладкари. След няколко години гърците изоставят бизнеса, като оставят на Георги Гьондов оборудването и помещението си. С кредити от производители на захар през 1872 г. Гьондов започва самостоятелно сладкарско производство и отваря и „Цариградска сладкарница“ в центъра на София. По-късно построява къща на улица „Лавеле“, в чийто приземен етаж мести работилницата. През 1907 г. започва фабрично производство на бонбони. В 1913 година отваря и отделение за шоколад.
Гьондов умира през същата година и е наследен от сина си Наум Гьондов. Той построява нова, по-модерна фабрика с 40-50 души персонал на улица „Алабин“.